# 에스파 이토
에스파 이토(일본어: エスパー伊東)는 일본의 코미디언이다. 본명은 이토 마스오(伊東 万寿男)로 구마모토현 기쿠치시 출신이다.
2024년 1월 16일 사망.

## 출연
- 무모한 도전 (MBC, 2005년 9월 17일)